# (6313) 1990 RC8
(6313) 1990 RC8 là một tiểu hành tinh vành đai chính. Nó được phát hiện bởi Henri Debehogne ở Đài thiên văn La Silla ở Chile ngày 14 tháng 9 năm 1990.